# (8762) Hiaticula
(8762) Hiaticula (3196 T-1) – planetoida z pasa głównego asteroid okrążająca Słońce w ciągu 4,56 lat w średniej odległości 2,75 au. Odkryta 26 marca 1971 roku.